# Antonio Bagioli (1795-1871)
Antonio Bagioli, nome completo Giuseppe Antonio Bagioli (Bologna, 17 novembre 1795 – New York, 11 febbraio 1871), è stato un compositore italiano.

## Biografia
Di famiglia paterna cesenate da generazioni e di madre bolognese, giunse appena nato a Cesena. È stato spesso confuso con l'omonimo cugino (figlio di Luigi) anch'egli musicista. Allievo a Bologna di Padre Mattei, frequentò in seguito il Conservatorio di Napoli. Compose melodrammi che vennero rappresentati tra l'altro a Cesena (1815), a Napoli (1824) ed a Bologna (1826). Ciò gli procurò in patria una certa notorietà. Purtroppo delle sue composizioni ci rimane, conservata presso la Biblioteca Malatestiana di Cesena, solo la partitura incompleta dell'opera L'equivoco.
Poiché in seguito svolse la sua carriera lontano da Cesena, la sua intensa attività musicale non è ancora conosciuta in patria. Nel 1832 egli si trasferì negli Stati Uniti per assumere direzione della prima Compagnia d'Opera Italiana arrivata nel paese americano. Quando in seguito la Compagnia si trasferì a Cuba, il Bagioli rimase a New York stabilendovisi definitivamente.
Iniziò ad insegnare musica e canto divenendo in breve il maestro principale della città. A lui si deve il merito di avervi fatto conoscere la canzone italiana. A New York collaborò con Lorenzo Da Ponte, celebre librettista di Mozart, e ne sposò la figlia adottiva Maria. Varie fonti dicono che Maria era in realtà la figlia illegittima del Da Ponte. Produsse diversi lavori, oltre a numerose composizioni musicali. Pubblicò (1864) uno studio sul canto. Ebbe una figlia, Teresa Bagioli (1836-1867), che andò sposa ad un importante uomo politico, il generale Daniel Edgar Sickles.